# Мечеть Тисячі Вогнів
Мечеть Тисячі Вогнів або Тисячосвітна (араб. مسجد ألف نور — шиїтська мечеть в Ченнаї, Тамілнад, Індія. Розташована на площі Тисячі вогнів. Назва походить від способу освітлення будівлі, побудованого на цьому місці на початку XIX століття для зборів громади шиїтів під час місяця Мухаррам.
Спочатку на цьому місці знаходився Зал зборів (Ashoorkhana) у формі клина, обмеженого двома вулицями, який був побудований в 1810 членом сім'ї наваба Аркота. Надалі на потреби місцевої мусульманської громади пожертвовано ділянку землі, що примикає до зали, де до 1820 зведено мечеть.
Перебудована у 1900 та реконструйована у 1936.
У 1970-і будівля потребувала капітального ремонту і розширення, і в 1981 побудована мечеть, яку ми можемо побачити сьогодні.
У сучасних цибулинних куполах мечеті простежується вплив архітектури Абу-Дабі. Мінарети-близнюки висотою 15 метрів із внутрішніми сходами звернені до Мекки. Мечеть має п'ять куполів, чотири 4,8 метрів заввишки по кутах, 9 метрів заввишки та 6 метрів діаметром у центрі, при загальній висоті будівлі 15,8 метрів. Ще однією особливістю мечеті є зелені керамічні плитки-панелі, якими викладені її стіни всередині та зовні. На плитках виведено коранічні вірші з використанням арабських та перських рукописних шрифтів. У мечеті відведено спеціальне місце для жінок-прочанок на спеціальному мезоніні з доступом із зовнішніх сходів та прихованим за екраном з дерев'яних планок. У комплекс мечеті також входить резервуар з водою для обмивань 20×12 футів, сад, бібліотека та гостьовий будинок.